# 韋拉河 (斯塔拉河支流)
韋拉河（烏克蘭語：В'єла），是烏克蘭的河流，位於該國西部外喀爾巴阡州，流經烏日霍羅德區，屬於斯塔拉河的右支流，河道全長27公里，流域面積96平方公里。